# Schloss Mautern

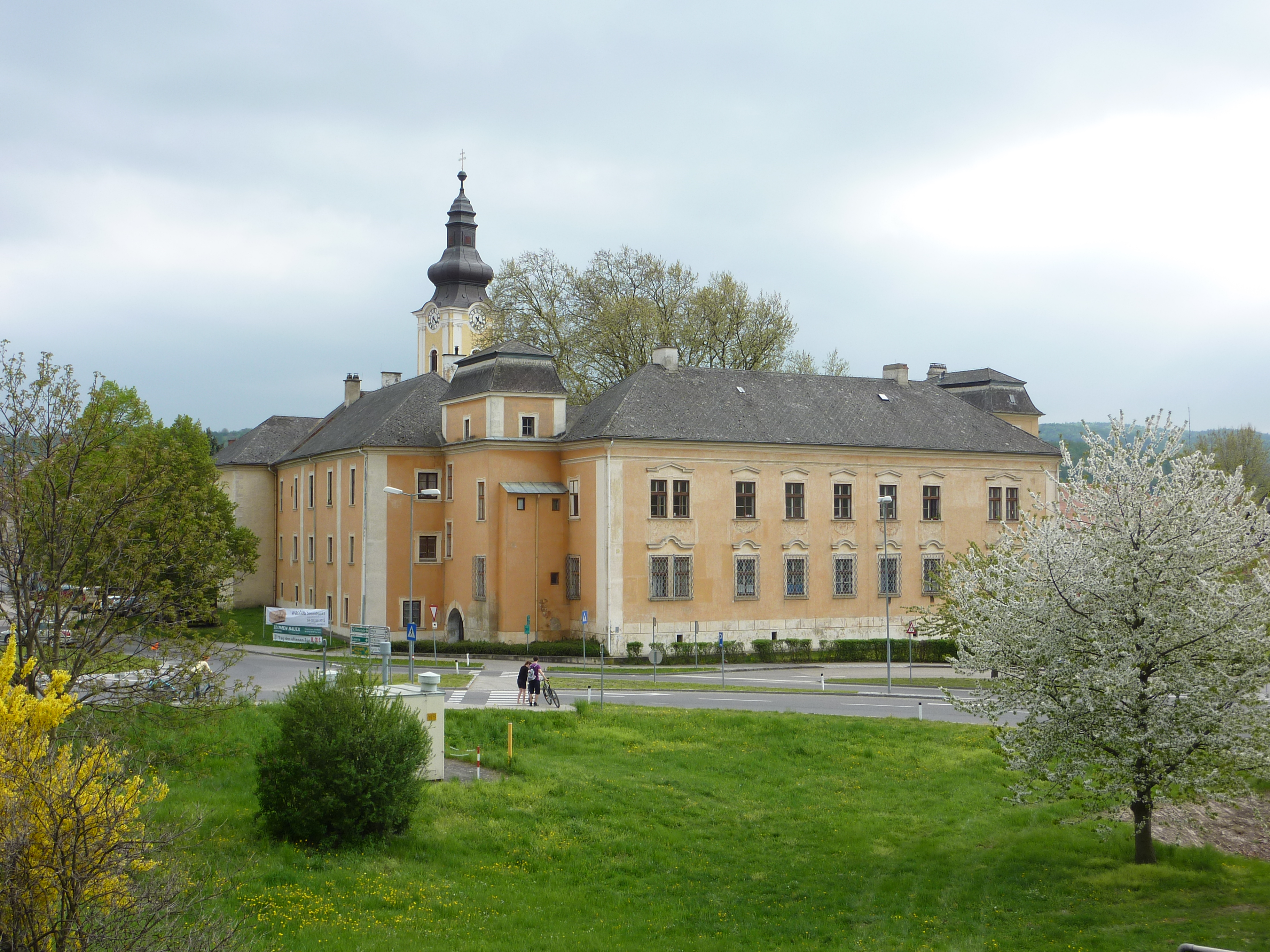
Schloss Mautern, Ansicht von Nordosten

Das Schloss Mautern, auch Passauer Schloss und Schloss Schönborn genannt, steht in der Altstadt der niederösterreichischen Stadtgemeinde Mautern an der Donau. Die vier Flügel der denkmalgeschützten Schlossanlage stammen aus unterschiedlichen Epochen und umschließen einen fast quadratischen Innenhof. Die Anlage gehörte – wie die gesamte Ortschaft – seit 972 dem Bistum Passau und fungierte vom 10. bis zum 18. Jahrhundert als Amtssitz der vom Bistum eingesetzten Verwalter. Nachdem die Grafen von Schönborn das Schloss 1734 erworben hatten, wurde es anschließend zu Wohnzwecken genutzt. Im ersten Viertel des 20. Jahrhunderts kam die Anlage in den Besitz der Stadtgemeinde Mautern, die auch heute noch Eigentümerin ist. Das Schloss wird heute zu Wohnzwecken genutzt und kann deshalb nicht von innen besichtigt werden. Sein Schlosshof ist aber öffentlich zugänglich.

## Geschichte

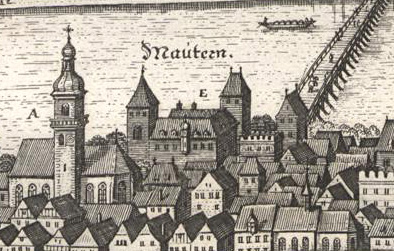
Schloss Mautern auf einem Stich von Matthäus Merian, 17. Jahrhundert

Schon 899 wurde Mautern als civitas Mutarensis in den Reichsannalen, 903 dann als Zollstelle in der Raffelstettener Zollordnung erwähnt. Damals existierte dort ein altes römisches Kastell, das dem Markgrafen Isanrich gehörte und von Herzog Arnulf I. erobert wurde. Ab 972 unterstand Mautern den Bischöfen von Passau, die Pfleger (später Hauptmann genannt) einsetzten, um die weltliche Herrschaft auszuüben und den Verkehr über die Donau zu überwachen. Diese Verwalter wohnten in einem Wehrhof, der in die Nordwestecke der Stadtbefestigung eingebunden war und in dessen Bereich auch die Landestelle der damaligen Fähre sowie die Mautstelle zu suchen sein dürften.
Als Mautern 1276/1279 eine neue Stadtmauer erhielt, verlegten die Bischöfe ihren Amtssitz etwas nach Westen in einen 7,3 × 7,8 Meter messenden Wohnturm, der an die Stadtmauer angelehnt und von der Stadt durch eine Ringmauer abgetrennt war. Dem Turm wurde im 14./15. Jahrhundert östlich ein 11 × 22 Meter großer Bau angefügt, dessen Bausubstanz noch heute teilweise im Nordflügel des Schlosses vorhanden ist. Parallel zum Nordtrakt entstand im Süden des ummauerten Bereichs in der zweiten Hälfte des 15. Jahrhunderts unter Einbezug der Ringmauer ein 12,80 × 18 Meter großes spätgotisches Gebäude, das sich der mutmaßlich um 1300 entstandenen Schlosskapelle an der Westseite anschloss. Dieser südliche Trakt wurde in der ersten Hälfte des 16. Jahrhunderts auf eine Größe von 12,80 × 25,80 Meter verlängert, indem die bisherige Tordurchfahrt östlich des Trakts mit einem Tonnengewölbe versehen und überbaut wurde.
Im 16. Jahrhundert erfolgte der Ausbau zu einem dreiflügeligen Schloss, indem der Osttrakt errichtet und Nord- sowie Südflügel miteinander verbunden wurden. Der Passauer Bischof Wolfgang von Salm ließ den Südflügel ausweislich einer Inschriftentafel 1551 durchgreifend verändern, indem er viele der bis dahin großen Räume des Traktes durch Zwischenwände in kleinere Zimmer unterteilen und diese mit Gewölbedecken versehen ließ. Zur Erschließung der beiden Geschoße des Südflügels entstand in der Südost-Ecke ein polygonaler Treppenturm mit steinerner Wendeltreppe im Inneren. Auch die Schlosskapelle ließ der Bischof durch Einbau einer Empore und zweier Nischen stark verändern.
Mit Bau des westlichen Flügels im 17. oder 18. Jahrhundert wurde dem Schloss seine heutige, geschlossene Vierflügelform gegeben. 1734 erwarb Friedrich Karl von Schönborn-Buchheim, Bischof von Bamberg und Würzburg, Schloss und Herrschaft Mautern. Seiner Familie ist die repräsentative Außenfassade des Nordtraktes und der Bau eines Wirtschaftshofes westlich des Schlosses zuzuschreiben. Unter den Schönborn wurde zudem die Kapelle 1786 profaniert und wohl im Laufe des 19. Jahrhunderts zu Wohnungen umgestaltet. Den Altar schenkte Friedrich Karl von Schönborn-Buchheim im Jahr 1905 dem Museum Krems. So blieb er vor dem Feuer verschont, das am 13. August 1907 große Teile des Schlosses zerstörte.
Zwischen 1913 und 1916 gelangte das Schloss an die Stadtgemeinde Mautern, die bis heute Eigentümerin ist. Sie ließ Anfang der 1980er Jahre die Schlosskapelle rückbauen und restaurieren. Sie soll künftig zu musealen Zwecken sowie als Veranstaltungsort für kleinere Kulturevents und als Trauungsort dienen. Dafür ist geplant, den seit den 1970er Jahren im Depot des Kremser Museums lagernden, über acht Meter hohen Altar zu restaurieren und 2019 wieder in der Schlosskapelle aufstellen zu lassen. Die übrigen Teile des Schlosses werden von Mietparteien bewohnt, seit 2017 ist aber geplant, die Anlage zu einem Hotel umzubauen. Die Stadtgemeinde beauftragte ein Consultingunternehmen mit der Suche nach Investoren und möglichen Betreibern.

## Beschreibung

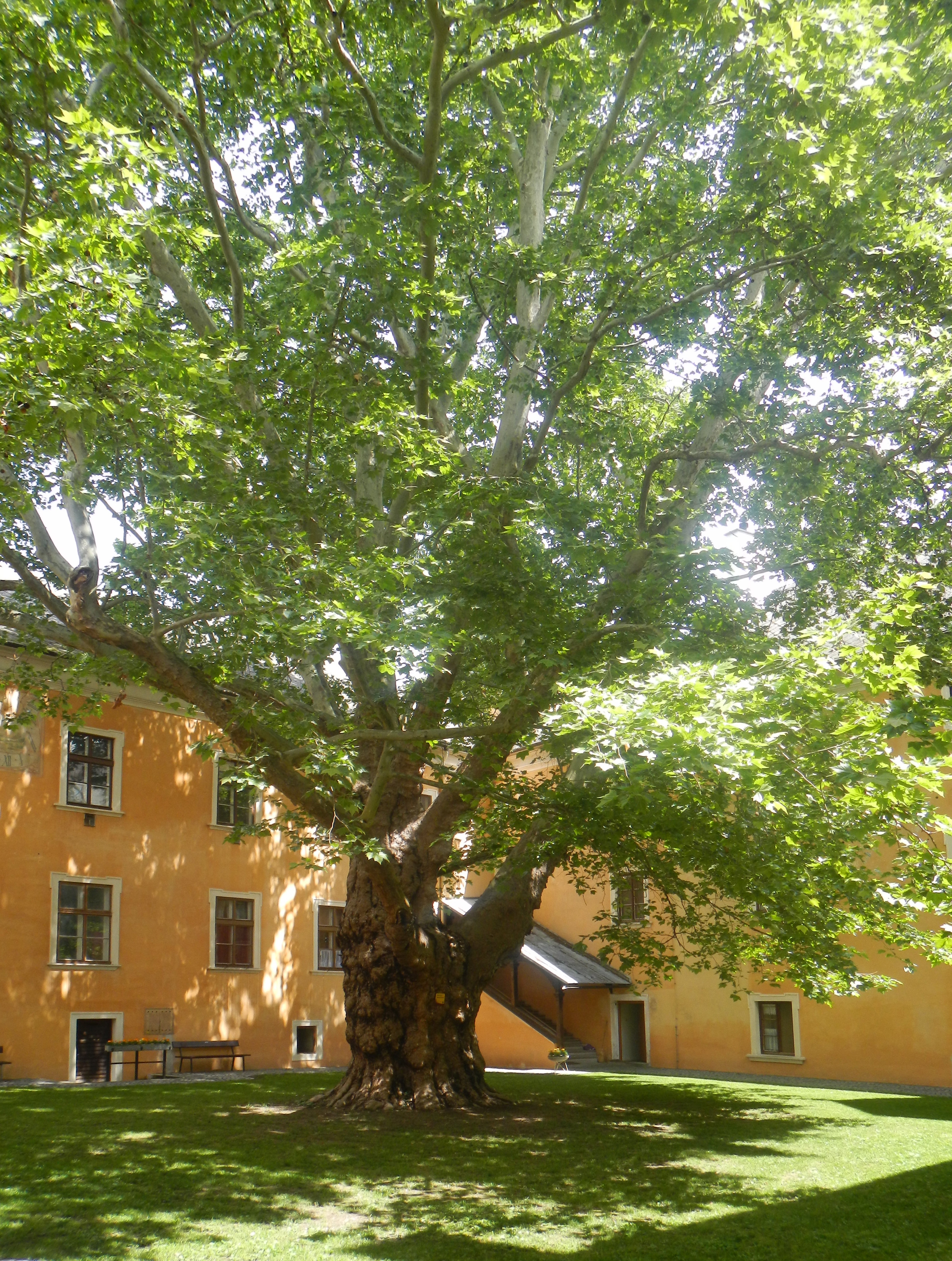
Platane im Schlosshof

Schloss Mautern steht am Nordrand der Altstadt von Mautern am südlichen Ufer der Donau direkt an der Brücke über den Fluss. Die geschlossene Vierflügelanlage mit Walm- und Schopfwalmdächern ist in einigen Teilen noch mittelalterlich, jedoch durch Umbauten in der Frühen Neuzeit und zur Zeit des Barocks stark überformt. Ihre Trakte umschließen einen fast quadratischen Innenhof, in dem eine große Platane steht. Dieser Baum ist seit Januar 1980 als Naturdenkmal geschützt.

### Nordtrakt

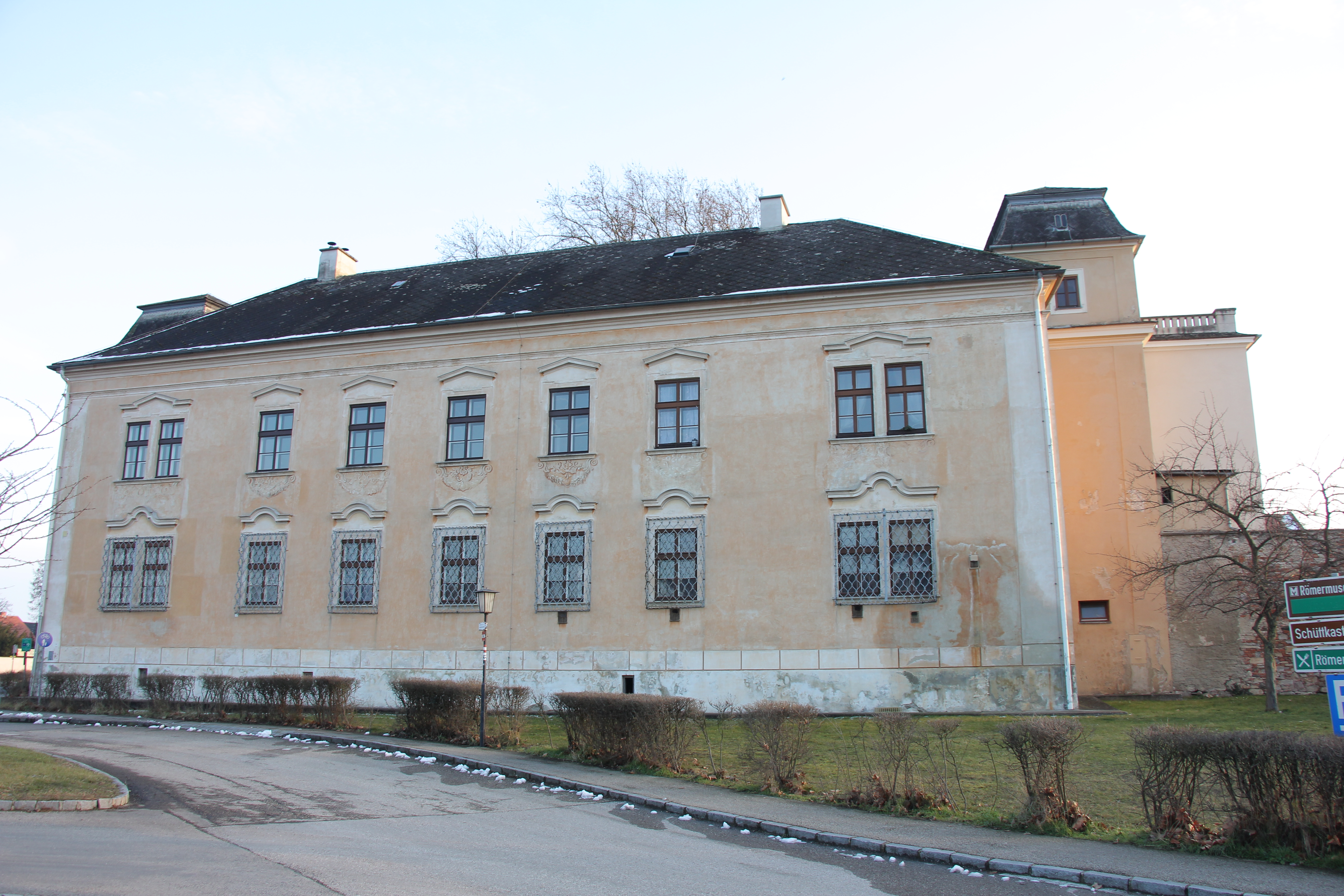
Schaufassade des Nordflügels

Die heutige Form des zweigeschoßigen Nordflügels stammt aus dem 18. Jahrhundert, jedoch ist der Trakt der älteste Teil des Schlosses. In seinem Untergeschoß finden sich die Fundamente eines mittelalterlichen Turms aus der zweiten Hälfte des 13. Jahrhunderts. Die Schauseite des Flügels ist zur Donau gerichtet und durch Fenster mit spätbarocken Verdachungen in neun Achsen unterteilt. Vor den Fenstern des Erdgeschoßes hängen schmiedeeiserne Fensterkörbe. In den äußeren Winkeln zum West- und Ostflügel sind dem Nordtrakt zwei dreigeschoßige Türme mit Mansarddächern angefügt, die aus der Front zurückgerückt stehen.
Die hofseitige Fassade des Flügels präsentiert sich dem Betrachter als dreigeschoßig, weil neben den Öffnungen des Erd- und Obergeschoßes auch Fenster und ein spitzbogiger Eingang des Untergeschoßes zu sehen sind. In den beiden Ecken zum Ost- und Westtrakt sind dem Flügel zwei holzgedeckte Freitreppen vorgebaut. Auf Höhe des obersten Geschoßes befindet sich eine als Fresko gestaltete Sonnenuhr, die mit 1721 bezeichnet ist.

### West- und Osttrakt
Der dreigeschoßige Westflügel stammt aus dem 17. oder 18. Jahrhundert. Einer seiner möglichen Bauherren war der Freiherr Friedrich Karl Josef von Caretto, nach dem er auch „Caretto-Trakt“ genannt wird.
Der dreigeschoßige Ostflügel stammt mehrheitlich wohl aus dem 16. Jahrhundert. Die gelbe Bemalung seiner Außenseite wird durch breite, weiße Längsstreifen unterbrochen und die Fassade auf diese Weise vertikal gegliedert.
In der hofseitigen Ecke von Ost- und Südflügel steht ein dreigeschoßiger Treppenturm mit polygonalem Grundriss. Er wird durch zwei Gesimse gegliedert und besitzt über dem Eingang ein Relief aus der Zeit der Renaissance, das von Wappendarstellungen flankiert wird. Im Turminneren findet sich eine steinerne Wendeltreppe, die sich um eine gedrehte Steinspindel windet.

### Südtrakt

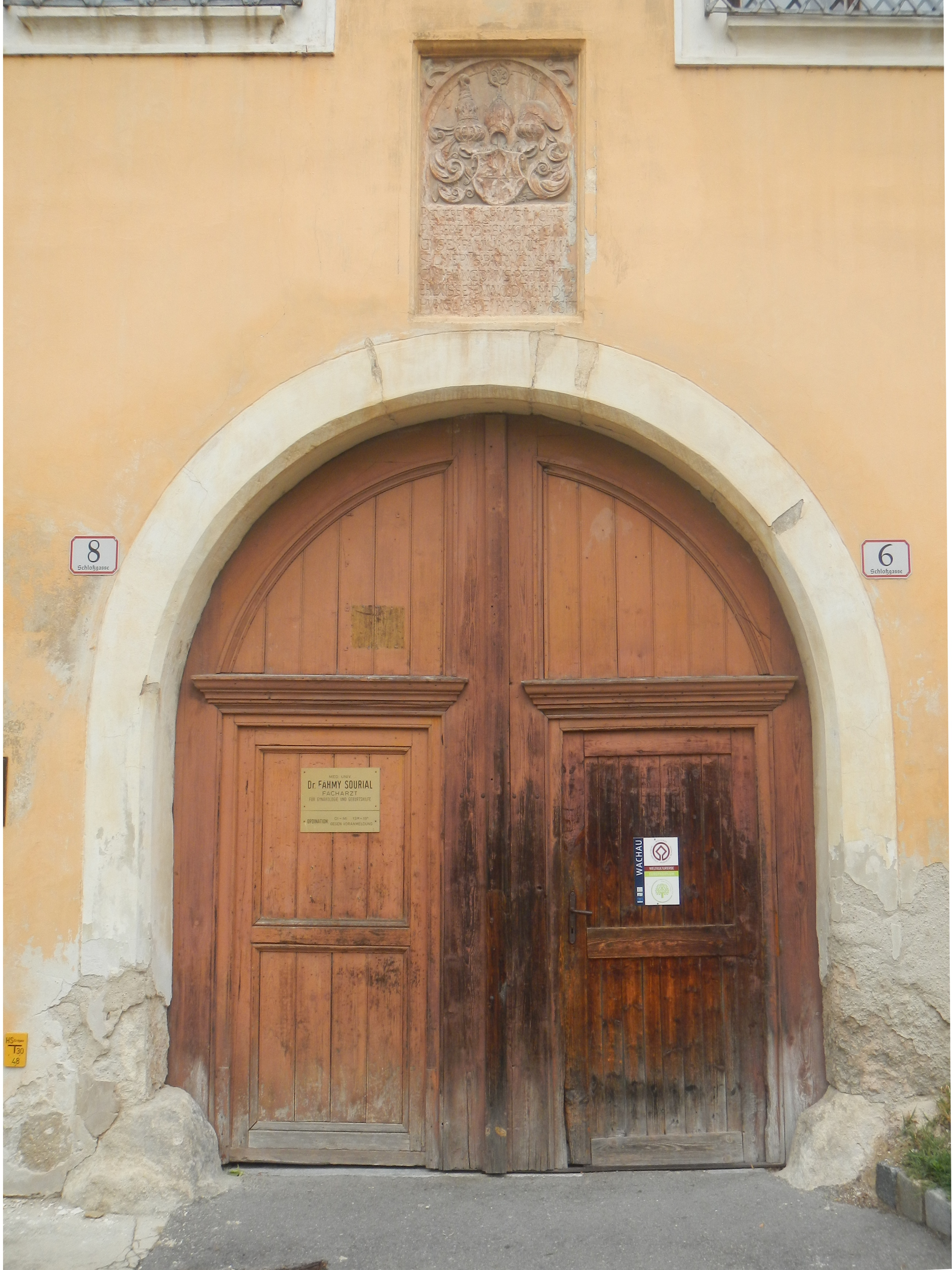
Rundbogentor mit Inschriftentafel am Südtrakt

Der aus dem 15. und 16. Jahrhundert stammende Südflügel besitzt zwei Geschoße. An seinem westlichen Ende befindet sich ein renaissancezeitliches, rundbogiges Einfahrtstor, über dem eine Marmortafel mit Wappen des Passauer Bischofs Wolfgang von Salm und einer Bauinschrift aus dem Jahr 1551 hängt. Ihr Text lautet:
REVERENDISSIMVS IN CHR(IST)O / PATER ET D(OMI)N(V)S

WOLFFGAN/GVS EX FAMILIA COMITVM A / SALM EP(ISCOP)VS

PATAVIENSIS / CVM HANC DOMVS PARTE(M) NOVA(M) /

ERLXISSET ANNO D(OMI)NI M D LI / HVNC LAPIDEM

APPONI IVSSIT.

(deutsch Der in Christus wohlehrwürdige Pater und Herr Wolfgang aus dem Geschlecht der Grafen von Salm, Bischof von Passau, ließ diesen Stein, nachdem er diesen neuen Gebäudeteil im Jahr 1551 hatte errichten lassen, anbringen.)
Hinter dem Tor liegt eine 6,4 Meter breite und 9,85 Meter tiefe Tordurchfahrt mit Tonnengewölbe.
Die hofseitige Fassade zeigt im Obergeschoß spätgotische Kreuzstockfenster mit zum Teil erneuerten Fensterkreuzen, während im Erdgeschoß schlichte Fensterrahmungen aus dem 16. Jahrhundert verbaut sind. Aus derselben Zeit stammen auch die steinernen Fensterrahmungen an der Außenfassade des Flügels.
Im Inneren hat sich trotz Wohnnutzung seit dem 18. Jahrhundert viel von der Ausstattung aus dem 16. Jahrhundert erhalten, darunter Kreuzgratgewölbe, Fußbodenfliesen und ein aus Stuck gefertigtes Netzgewölbe.

### Schlosskapelle

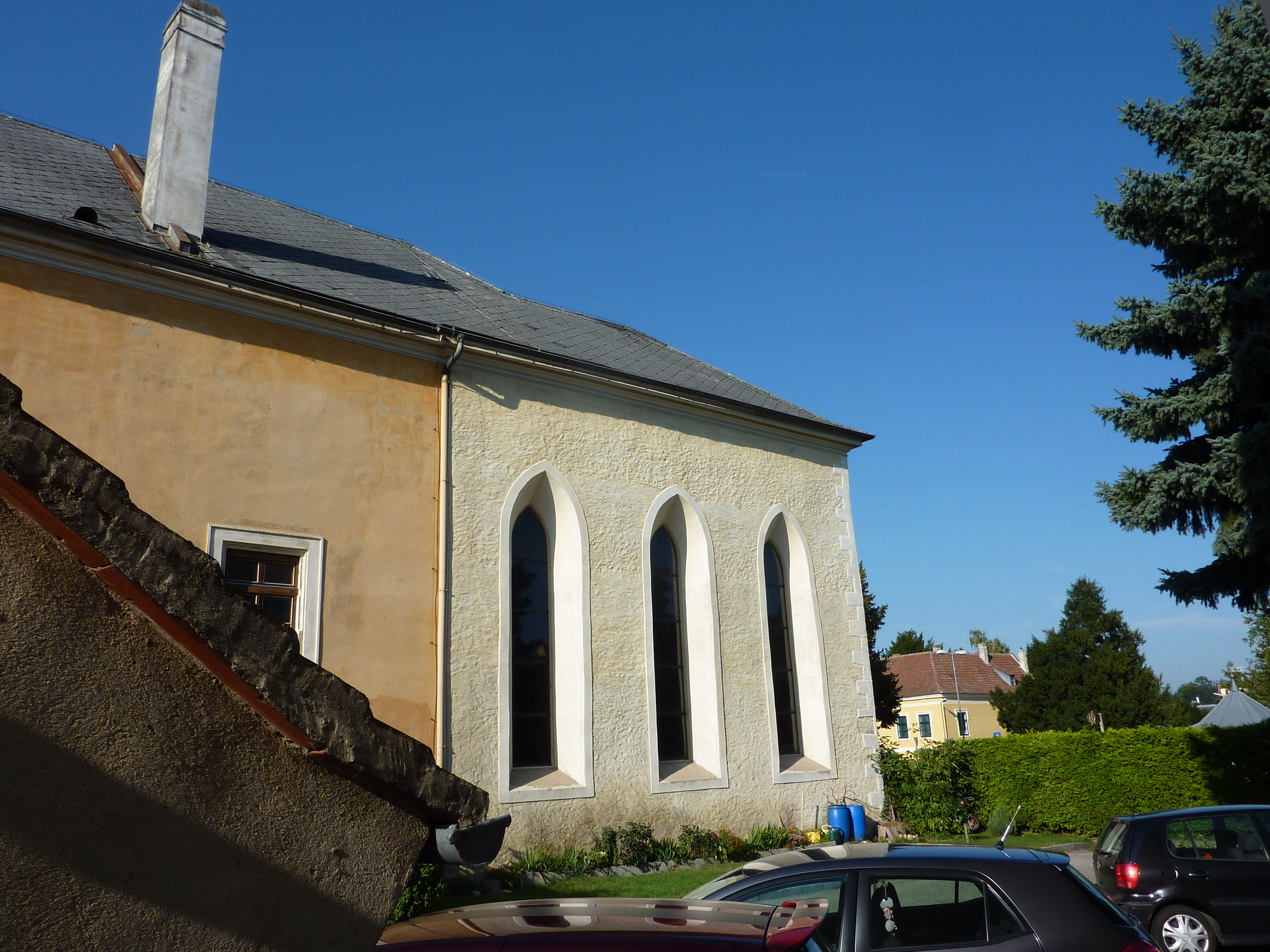
Schlosskapelle im Südflügel

Die in einer Urkunde vom 1. April 1302 erstmals erwähnte Schlosskapelle war vor ihrer Profanierung im 18. Jahrhundert dem heiligen Andreas geweiht. Der kleine Kirchenbau nimmt eine Grundfläche von etwa 8,40 × 12,20 Metern ein und steht seit 1982 unter Denkmalschutz. Er schließt sich dem Südflügel an dessen Ostseite an und springt mit seinem rechteckigen Chorabschluss etwa drei Meter aus der Front des Ostflügels hervor. Sein Inneres wird durch schmale Lanzettfenster in der Südwand und dem Chorabschluss erhellt. Ihre Verglasung wurde 1985 von dem Künstler Peter Bischof geschaffen. Der heutige Verputz an den Außenseiten stammt – ebenso wie die Eckquaderung – von einer Restaurierung in den 1980er Jahren. Dabei wurde auch die vermutlich römische Spolie einer Grabstele an der südöstlichen Ecke freigelegt.
Das Kapelleninnere zeigt einen etwa 9,40 Meter hohen Rechteckraum, der von einem dreijochigen Kreuzgewölbe aus dem 15. Jahrhundert überspannt ist. Seine Rippen weisen Reste von ornamentaler Malerei aus der Zeit der Gotik auf. Zwei seiner hängenden Schlusssteine zeigen Reliefs mit der Darstellung des Lamm Gottes und einer Rosette. Die westliche Stirnseite der Kapelle wird auf der gesamten Breite von einer etwa 1,70 Meter tiefen Empore aus dem 16. Jahrhundert eingenommen: Sie kann von einem Raum im Obergeschoß des Südflügels betreten werden. Die Empore wird von einem Kreuzgratgewölbe getragen, das zur Raummitte mit Rundbögen und einer schmalen toskanischen Säule abschließt.